# Tetrafluoruro di silicio
Il tetrafluoruro di silicio o tetrafluorosilano o fluoruro di silicio(IV) è il composto binario di silicio e fluoro, di formula molecolare SiF4. In condizioni normali è un gas incolore, non infiammabile, di odore pungente che in aria umida si idrolizza rapidamente divenendo corrosivo e svolgendo fumi bianchi di biossido di silicio e vapori di acido fluoridrico.

## Storia
Il tetrafluoruro di silicio venne preparato per la prima volta nel 1771 da Carl W. Scheele che fece sciogliere la silice in acido fluoridrico. Più tardi, fu sintetizzato da John Davy, fratello del più noto chimico inglese Humphry Davy, nel 1812.

## Proprietà e struttura molecolare
Il tetrafluoruro di silicio è analogo al tetrafluoruro di carbonio, con il quale è isoelettronico di valenza. Come quest'ultimo, è un composto molecolare, con legami Si-F covalenti polari, più polari di quelli C-F in CF4, data la minore elettronegatività di Si rispetto a C (1,90 contro 2,55). È del tutto analogo al tetrafluoruro di germanio, composto anch'esso isoelettronico di valenza e gas incolore a temperatura ambiente.
Termodinamicamente SiF4 è un composto stabilissimo, ΔHƒ° = -1.615,0 kJ/mol.
La struttura della molecola allo stato gassoso è stata indagata con la spettroscopia vibrazionale infrarossa combinata con la spettroscopia rotazionale nella regione delle microonde. Dall'analisi dei dati è stato possibile ricavare, tra l'altro,che la molecola è tetraedrica con simmetria molecolare Td, con il conseguente momento dipolare nullo (molecola apolare). Questo è in accordo con l'ibridazione sp3 dell'atomo di silicio centrale: si trovano infatti angoli FSiF di 109,5°, mentre le distanze Si-F ammontano a 155,4 pm.
La struttura del composto è stata indagata anche allo stato cristallino a -145 °C. Anche allo stato solido sono presenti molecole discrete e la distanza Si-F ricavata è di 156 ± 1 pm. La struttura cristallina di GeF4 è analoga e in essa i legami Ge-F sono lunghi 167 ± 3 pm.
In entrambi i casi le distanze Si-F risultano leggermente più corte del valore standard di 157 pm e decisamente più corte rispetto alla somma dei raggi covalenti di Si e F, cioè 168 pm; Questo accorciamento viene attribuito alla percentuale di carattere ionico nel legame covalente a causa della notevole differenza di elettronegatività tra i due atomi legati, che qui arriva a 2,08 unità. Questo accorciamento è meno pronunciato nel caso del tetracloruro di silicio e ancora meno ne tetraalogenuri successivi, per i quali la differenza di elettronegatività diviene via via minore.

### Chimica ionica in fase gassosa
Il potenziale di ionizzazione di SiF4 è parecchio alto e ammonta a 15,24 ± 0,14 eV, un valore un po' maggiore di quello di CF4, 14,7 ± 0,3 eV, ma leggermente minore di quello di GeF4 (15,5 eV), dove quest'ultimo rimane appena un po' sotto a quello della molecola di fluoro F2 (15,697 ± 0,003 eV).
L'affinità protonica di SiF4, una misura della sua basicità intrinseca, come è normale attendersi è molto bassa, 502,9 kJ/mol.
La sua affinità elettronica, essendo una molecola con gusci elettronici completi, è prevedibile che sia molto piccola o anche negativa; calcoli teorici forniscono in effetti il valore di -0,22 eV ma, per il suo radicale SiF3·, con ottetto incompleto per il Si, danno il valore di +2,50 eV. Per confronto, nel caso di CF4 l'affinità elettronica calcolata è anche più negativa (-0,7 eV).
Il tetrafluoruro di silicio è un forte acido di Lewis, anche in fase gassosa, dove la cattura di uno ione F– è fortemente esotermica:
SiF4 + F–  →  [SiF5]–  [ ΔHr° = -285 ± 21 kJ/mol ]

## Sintesi
Il tetrafluoruro di silicio si ottiene solitamente come sottoprodotto della lavorazione di minerali contenenti fluoro come fluorite e apatite. In laboratorio ci sono varie metodiche per preparare SiF4. Si può agire semplicemente per sintesi diretta a partire dagli elementi
{\displaystyle {\ce {Si +2F2 -> SiF4}}}
ma il fluoro è un reattivo alquanto pericoloso da maneggiare. Alternativamente si può trattare con acido solforico una miscela di fluoruro di calcio e quarzo polverizzati. Per riscaldamento hanno luogo le reazioni
{\displaystyle {\ce {2CaF2 + 2H2SO4-> 2CaSO4 + 4HF}}}
{\displaystyle {\ce {4HF + SiO2 ->SiF4 + 2H2O}}}
Il tetrafluoruro di silicio così prodotto va purificato per rimuovere possibili impurezze (HF).
Un'altra possibilità è decomporre acido fluorosilicico per aggiunta di acido solforico
{\displaystyle {\ce {H2SiF6 -> 2HF + SiF4}}}
o decomporre BaSiF6 per riscaldamento
{\displaystyle {\ce {BaSiF6 -> BaF2 + SiF4}}}
Ancora, si può far reagire tetracloruro di silicio con fluoruro di calcio a 450-500 °C
{\displaystyle {\ce {SiCl4 + 2CaF2 -> 2CaCl2 + SiF4}}}

## Reattività
Il tetrafluoruro di silicio è un composto termicamente molto stabile; per riscaldamento si decompone solo oltre 800 °C. Tuttavia è molto reattivo in presenza di acqua. In fase gassosa si idrolizza formando fumi di silice e acido fluoridrico,
{\displaystyle {\ce {SiF4 + 2H2O -> SiO2 + 4HF}}}
mentre in fase liquida la reazione porta a silice e acido fluorosilicico
{\displaystyle {\ce {3SiF4 + 2H2O -> SiO2 + 2H2SiF6}}}
In presenza di un eccesso di base l'idrolisi porta a silice e a fluoruro:
{\displaystyle {\ce {SiF4 + 4NaOH -> SiO2 + 4NaF + 2H2O}}}

## Usi
SiF4 ha usi limitati. La sua reazione di idrolisi è sfruttata per produrre silice pirogenica con alta area superficiale. È stato usato per proteggere dalla corrosione calcestruzzo e cemento. Viene impiegato nella sintesi di silano, di silicio per usi elettronici e di composti organici fluorurati.

## Tossicità / Indicazioni di sicurezza
SiF4 è un gas non infiammabile, ma a contatto con l'umidità atmosferica libera sostanze tossiche (acido fluoridrico e acido fluorosilicico). Risulta quindi fortemente irritante per gli occhi, le vie respiratorie, i polmoni, la pelle e in genere per tutti i tessuti biologici. Non ci sono dati che indichino proprietà cancerogene.